# ドロップキック・マーフィーズ
ドロップキック・マーフィーズ（Dropkick Murphys）は、アメリカ合衆国マサチューセッツ州クインシーのケルティック・パンク・バンドである。

## 来歴・特徴
ドロップキック・マーフィーズは1996年に結成し、1997年にファースト・アルバム『Do or Die』を発表。1998年にボーカルのマイク・マコーガンが脱退し、後にアル・バーがボーカルとして加入。マイク・マコーガンは2002年にボストンパンク・バンドのストリート・ドッグスを結成。
バグパイプやアコーディオン、マンドリンなどを使用し、アイリッシュ・トラッド・ミュージックの影響を多分に受けたドロップキック・マーフィーズはアイリッシュ・パンクの代表格となった。
メンバー全員が熱狂的なボストン・レッドソックスのファンである。2004年にはレッドソックスの前身チームが1904年にワールドシリーズを初めて制した際、私設応援団が歌ったことで知られる「Tessie」をチームのワールドシリーズ初制覇から100年を記念してリバイバルで発表した。
奇しくもこの年、レッドソックスはいわゆる「バンビーノの呪い」で長らく優勝できなかったジンクスを破り世界一に輝き、この時に初優勝当時から続く私設応援団が再び「Tessie」を歌った。図らずもこの曲に注目が集まった結果、ドロップキック・マーフィーズ版の「Tessie」を公式応援歌として球団が公認した。
尚、原曲はブロードウェイミュージカルの劇中歌である。ドロップキック・マーフィーズ版はTessieという女性（レッドソックス）と想いを寄せる男性（ファン）にそれぞれ見立てた原曲の世界観を踏襲しながらも、原曲とレッドソックスの関係を説明する箇所を新たに作曲した上で追加しているなど大きく改変されている。また、曲調も原曲よりもかなりアップテンポになっているなどの大きなアレンジもされており、原曲に忠実なリバイバルと言うよりオマージュに近い。
サード・アルバム『Sing Loud! Sing Proud!』に収録された曲「For Boston」はボストンカレッジの応援歌のカバー曲だが、アルバム発売からほどなくして千葉ロッテマリーンズの応援団がデリック・メイの応援歌に使用し（メイは2003年でロッテを退団したが、翌年新加入したマット・フランコに引き継がれた）、高校野球の応援歌でも使用されるようになった。尚、メイもフランコもボストンカレッジとは所縁がない。
同じくサード・アルバムに収録された曲の「Good Rats」には、ザ・ポーグスのボーカリスト、シェイン・マガウアンが参加している。
5枚目のアルバム『The Warrior's Code』に収録された曲「I'm Shipping Up to Boston」は、映画『ディパーテッド』の挿入歌として使われた。レッドソックスのクローザー、ジョナサン・パペルボンの2007年テーマ曲としても広く知られている。特にアメリカンリーグ優勝決定戦(ALCS)第7戦で勝利した後にパペルボンがこの曲を流しながら独特の踊りを披露したことで有名になった。またNFLニューイングランド・ペイトリオッツが16戦全勝のリーグ史上初の偉業を達成した際にもこの曲がテレビ放送で流され、ボストン市民にとっては勝利の凱歌となっている。この曲はウディ・ガスリーが作詞したとされている。
スタジオ・アルバムには伝統的なフォークソングのカバー曲も収録されており、「Finnegan's Wake」、「Amazing Grace（アメイジング・グレイス）」、「The Rocky Road to Dublin」、「The Wild Rover」、「The Green Fields of France (No Man's Land)」、「(F)lannigan's Ball」、「Johnny, I Hardly Knew Ya（あのジョニーはもういない）」、「The Irish Rover」などがその例である。

## メンバー

### 現メンバー
- ケン・キャシー (Ken Casey) – ボーカル (1996年– )、ベース (1996年– )
- マット・ケリー (Matt Kelly) – ドラム、バウロン、バック・ボーカル (1997年– )
- アル・バー (Al Barr) – リード・ボーカル (1998年– )
- ジェームズ・リンチ (James Lynch) – リズム・ギター、バック・ボーカル (2000年– )
- ティム・ブレナン (Tim Brennan) – アコーディオン、マンドリン、ブズーキ、キーボード、ピアノ、ティン・ホイッスル、バック・ボーカル (2003年– )、リード・ギター (2008年– )
- ジェフ・ダローサ (Jeff DaRosa) – バンジョー、マンドリン、ブズーキ、ギター、キーボード、ピアノ、ハーモニカ、ティン・ホイッスル、バック・ボーカル (2008年– )

### 旧メンバー
- ジェフ・エルナ (Jeff Erna) – ドラム (1996年–1997年)
- マイク・マコーガン (Mike McColgan) – リード・ボーカル (1996年–1998年)
- リック・バートン (Rick Barton) – ギター (1996年–2000年)
- スパイシー・マクハギス (Spicy McHaggis) – バグパイプ (2000年–2003年)
- ライアン・フォルツ (Ryan Foltz) – マンドリン、ティン・ホイッスル (2000年–2003年)
- マーク・オーレル (Marc Orrell) – リード・ギター、アコーディオン、ピアノ (2000年–2008年)
- スクラフィ・ウォレス (Scruffy Wallace) – バグパイプ、ティン・ホイッスル (2003年–2015年)

## ディスコグラフィ

### スタジオ・アルバム
- 『ドゥ・オア・ダイ』 - Do or Die (1998年、Hellcat)
- 『ギャングス・オール・ヒア』 - The Gang's All Here (1999年、Hellcat)
- 『シング・ラウド、シング・プラウド!』 - Sing Loud, Sing Proud! (2001年、Hellcat)
- 『ブラックアウト』 - Blackout (2003年、Hellcat)
- 『ウォリアーズ・コード』 - The Warrior's Code (2005年、Hellcat)
- 『ザ・ミーネスト・オブ・タイムズ』 - The Meanest of Times (2007年、Born & Bred)
- 『ゴーイング・アウト・イン・スタイル』 - Going Out in Style (2011年、Born & Bred)
- 『サイン・アンド・シールド・イン・ブラッド〜勝利への約束』 - Signed and Sealed in Blood (2013年、Born & Bred)
- 『イレブン・ショート・ストーリーズ・オブ・ペイン・アンド・グローリー』 - 11 Short Stories of Pain & Glory (2017年、Born & Bred)
- 『ターン・アップ・ザット・ダイアル』 - Turn Up That Dial (2021年、Born & Bred)

### EP
- Boys on the Docks (1997年、Cyclone)
- Tessie (2004年、Hellcat)
- Rose Tattoo: For Boston Charity EP (2013年、Born & Bred)

### ライブ・アルバム
- 『ライヴ! セント・パトリック・デイ・イン・ボストン』 - Live on St. Patrick's Day (2002年、Hellcat)
- 『ライヴ・イン・ボストン』 - Live on Lansdowne, Boston MA (2010年、Born & Bred)
- Live at Fenway (2012年、Born & Bred)

### コンピレーション・アルバム
- The Early Years (1998年、Sidekicks)
- The Singles Collection, Volume 1 (2000年、Hellcat)
- Singles Collection, Volume 2 (2005年、Hellcat)

### シングル
- "10 Years of Service" (1999年)
- "Good Rats" (2000年)
- "The Wild Rover" (2002年)
- "Walk Away" (2003年)
- "The Dirty Glass" (2003年)
- "Fields of Athenry" (2004年)
- "Sunshine Highway" (2005年)
- "The Warrior's Code" (2005年)
- "I'm Shipping Up to Boston" (2006年)
- "The State of Massachusetts" (2008年)
- "Surrender" (2008年)
- "Johnny I Hardly Knew Ya" (2008年)
- "The Chosen Few" (2008年)
- "Going Out in Style" (2011年)
- "Memorial Day" (2011年)
- "Sunday Hardcore Matinee" (2012年)
- "Rose Tattoo" (2012年)
- "The Season's Upon Us" (2012年)
- "The Boys Are Back" (2012年)
- "Rose Tattoo" (2013年) ※featuring ブルース・スプリングスティーン
- "Out of Our Heads" (2013年)
- "Blood" (2016年)
- "You'll Never Walk Alone" (2016年)
- "Paying My Way" (2016年)
- "Mick Jones Nicked My Pudding" (2020年)
- "Middle Finger" (2021年)
- "Queen of Suffolk County" (2021年)